# Condado de Richland (Dakota do Norte)
O Condado de Richland é um dos 53 condados do Estado americano da Dakota do Norte. A sede do condado é Wahpeton, e sua maior cidade é também Wahpeton. O condado possui uma área de 3 744 km² (dos quais 23 km² estão cobertos por água), uma população de 17 998 habitantes, e uma densidade populacional de 5 hab/km² (segundo o censo nacional de 2000).

## Cidades
- Abercrombie